# Uniwersum Martwego Dżinna
Uniwersum Martwego Dżinna (ang. Dead Djinn Universe) – amerykański cykl urban fantasy, określany również jako steampunk, osadzony w alternatywnym świecie na początku XX wieku, stworzony przez P. Djèlí Clarka. Obecnie w cyklu znajdują się trzy opowiadania oraz jedna powieść. Akcja rozgrywa się przede wszystkim w Kairze, do którego przeniknęły dżinny i inne magiczne istoty. Polska wersja ukazała się nakładem wydawnictwa Mag, w tłumaczeniu Małgorzaty Szypuły. Cykl jest znany również pod nazwą Ministry of Alchemy series. 

## Książki w cyklu
| Część | Tytuł książki                            | Opowiadania                 | Oryginalny tytuł             | Polski nr ISBN         | Data oryginalnego wydania | Data polskiego wydania      | Uwagi                                                           |
| ----- | ---------------------------------------- | --------------------------- | ---------------------------- | ---------------------- | ------------------------- | --------------------------- | --------------------------------------------------------------- |
| 0.1   | Martwy dżinn w Kairze i inne opowiadania | Martwy dżin w Kairze        | A Dead Djinn in Cairo        | ISBN 978-83-67353-15-1 | 2016                      | 9 listopada 2022 (wyd. Mag) |                                                                 |
| 0.2   | Martwy dżinn w Kairze i inne opowiadania | Anioł z Chanu al-Chalili    | The Angel of Khan el-Khalili | ISBN 978-83-67353-15-1 | 2017                      | 9 listopada 2022 (wyd. Mag) |                                                                 |
| 0.3   | Martwy dżinn w Kairze i inne opowiadania | Nawiedzony tramwaj numer 15 | The Haunting of Tram Car 015 | ISBN 978-83-67353-15-1 | 2019                      | 9 listopada 2022 (wyd. Mag) | Nominacje do nagród: Hugo, Locusa, Nebula, Mythopoeic.          |
| 1     | Władca dżinnów                           | -                           | A Master of Djinn            | ISBN 978-83-67353-14-4 | 11 maja 2021              | 9 listopada 2022 (wyd. Mag) | Powieść zdobyła nagrody: Ignyte, Locusa, Nebula, Compton Crook. |